# Bob Kulick
Bob Kulick (ur. 16 stycznia 1950 w Nowym Jorku, zm. 28 maja 2020) – amerykański gitarzysta.

## Kariera
Bob Kulick zagrał (bez wyszczególnienia jego imienia i nazwiska) w części utworów na dwóch albumach zespołu Kiss: „Alive II” (1977) i „Killers” (1982). Zagrał również (tym razem był on uwzględniony w spisie osób) u Paula Stanleya na jego albumie solowym z 1978 roku.
W 1975 roku zagrał u Lou Reeda na albumie „Coney Island Baby”.
Bob Kulick od 1977 roku do końca lat 80. był członkiem The Neverland Express (grupa występująca na koncertach Meat Loafa). W 1984 roku zagrał na albumie Meata: „Bad Attitude”.
Założył zespół Balance razem z Emilem Thielheimem i Dougiem Katsarosem (aranżer i dyrygent), który w początkach lat 80. odniósł niewielki sukces.
Kulick jako główny gitarzysta wystąpił na dwóch albumach zespołu W.A.S.P.: „The Crimson Idol” (1992) oraz „Still Not Black Enough” (1995).
Kulick wyprodukował dla zespołu Motörhead piosenkę Whiplash, która zdobyła nagrodę Grammy w kategorii Best Metal Perfomance w 2005 roku.
Zagrał na gitarze i wyprodukował muzykę dla wrestlera Triple H z WWE.
Brał udział razem z innymi artystami w tworzeniu kilku albumów poświęconych różnym wykonawcom m.in.: „Stone Cold Queen: A Tribute” (2001), „One Way Street, A Tribute To Aerosmith” (2002), „Spin The Bottle ~ All-Star Tribute To KISS” (2004), „An All Star Tribute To Shania Twain” (2005), „Welcome To The Nightmare: An All-Star Salute To Alice Cooper” (2005), „An All Star Tribute To Cher” (2005), „Butchering The Beatles” (2006). Przykładowo przy nagrywaniu „Butchering The Beatles” wzięli udział m.in.: Jack Blades (Night Ranger, Damn Yankees), Alice Cooper, Billy Gibbons (ZZ Top), Billy Idol, Lemmy Kilmister (Motörhead), młodszy brat Boba Bruce Kulick (KISS, Union), Tommy Shaw (STYX, Damn Yankees), Geoff Tate (Queensrÿche), Steve Vai i Kip Winger.

## Wykonawcy, z którymi współpracował Bob Kulick
- KISS – nagrywanie w studio
- Paul Stanley – nagrywanie w studio, trasa koncertowa
- Meat Loaf – nagrywanie w studio, trasa koncertowa
- Diana Ross – nagrywanie w studio, trasa koncertowa
- Alice Cooper – trasa koncertowa
- Tim Curry – nagrywanie w studio, trasa
- Lou Reed – nagrywanie w studio
- Mark Farner – nagrywanie w studio
- Balance – nagrywanie w studio, trasa koncertowa
- Michael Bolton – nagrywanie w studio
- Was (Not Was) – nagrywanie w studio
- Spys – nagrywanie w studio
- Skull – produkcja, nagrywanie w studio, trasa koncertowa
- W.A.S.P. – nagrywanie w studio
- Blackthorne (zespół muzyczny) – produkcja, nagrywanie w studio, trasa koncertowa
- Murderer's Row – produkcja, nagrywanie w studio
- Doro Pesch – nagrywanie w studio
- Janis Ian – nagrywanie w studio
- Motörhead – produkcja, nagrywanie w studio